# Gustaaf Leclercq
Gustaaf Leclercq (Gent, 2 juli 1911 – Knokke-Heist, 5 april 2018) was sinds de dood van de 108-jarige Jacques Clemens op 7 maart 2018 als 106-jarige de oudste levende man in België.
Leclercq belandde als kind samen met zijn broer in een weeshuis. Hij huwde met Maria Brisé, die reeds op jonge leeftijd overleed. Op vakantie in Benidorm leerde hij zijn dertig jaar jongere vriendin Nora Devilder kennen. Gustaaf was supporter van AA Gent.
Leclercq stierf op 9 april 2018 aan de gevolgen van een longontsteking. Hij woonde tot zijn dood in De Haan.